# Maurice Brasseur
Pour les articles homonymes, voir Brasseur.
Maurice Paul Brasseur, né à Corbion le 15 juin 1909 et décédé à Libramont le 3 avril 1996, est un homme politique belge membre du PSC et un militant wallon.

## Biographie
Licencié en sciences commerciales et consulaires, il fut bourgmestre de Loverval, de 1947 à 1965, député à la Chambre de 1949 à 1965 pour l'arrondissement de Charleroi. Il devint ministre de l'intérieur après le dénouement de la Question royale (août 1950 à janvier 1952), ministre du commerce extérieur et de l'Assistance technique (1961-1965), puis gouverneur de la Province de Luxembourg de 1965 à 1976.
Wallingant modéré, il déposa un projet de loi en 1950 tendant à fixer la frontière linguistique. Il adhéra ensuite au Mouvement des provinces wallonnes dont il fut le vice-président. Ce mouvement était partisan du provincialisme (un peu comme Paul Pastur, plusieurs dizaines d'années auparavant), c'est-à-dire d'une autonomie wallonne par les provinces. Devenu président du Conseil économique wallon comme gouverneur du Luxembourg, il proposa des réformes de l'État plus hardies. Il fut à l'origine du premier rassemblement d'élus wallons préoccupés par l'avenir de la Wallonie et les exhorta à dépasser les intérêts locaux pour parvenir à une vision d'ensemble des intérêts wallons ou, comme il le disait lui-même de la communauté wallonne. Il cessa d'exercer la présidence du CEW en 1970 et après la fin de son mandat fut encore bourgmestre de Bouillon de 1977 à 1982. 